# Usine élévatrice des eaux de Colombes
L'Usine élévatrice des eaux de Colombes est une usine de traitement des eaux située rue Paul-Bert à Colombes, dans le département des Hauts-de-Seine, en France.

## Description

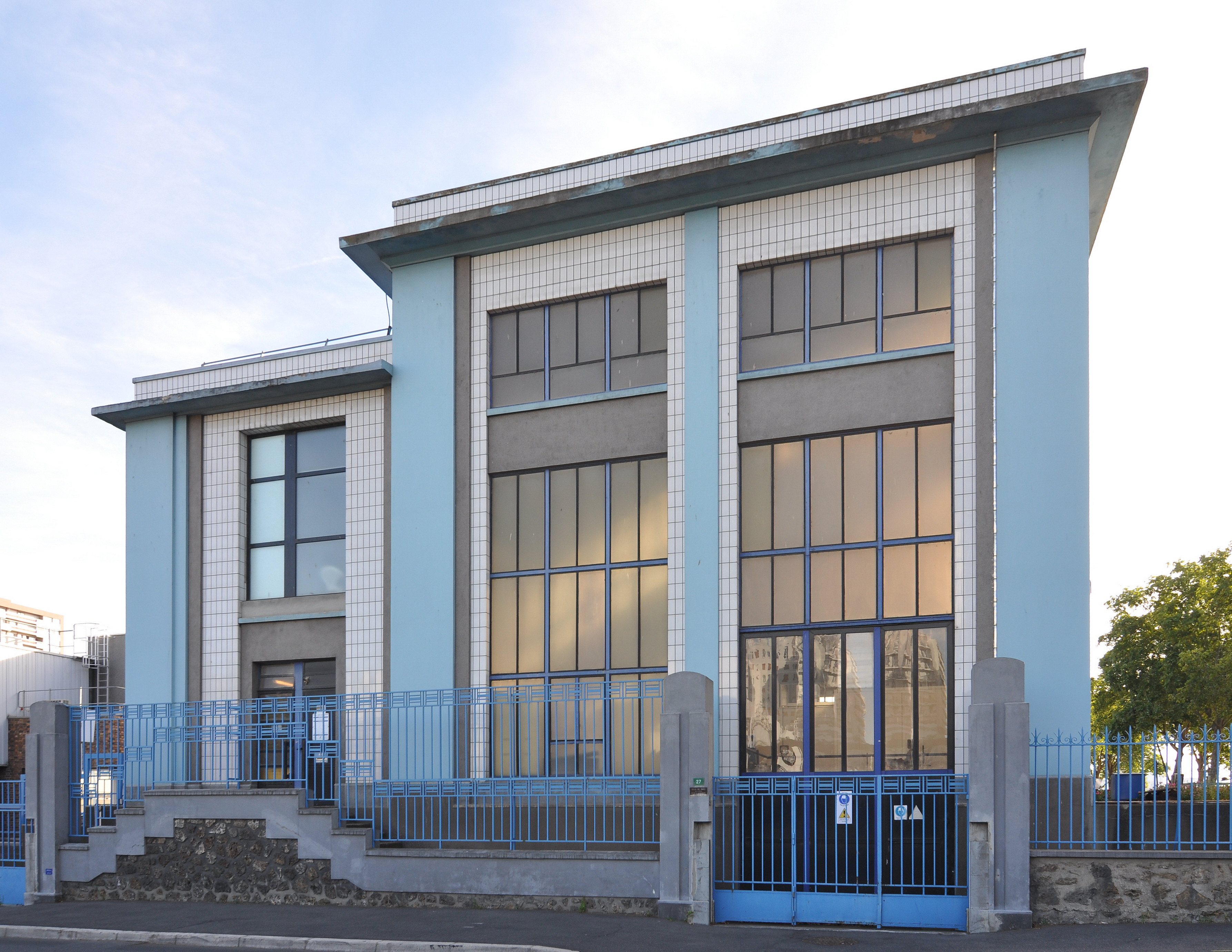
L'usine élévatrice des eaux.

Cette usine est conçue de façon à passer aux eaux usées de Paris, le point haut des coteaux d'Argenteuil à quarante mètres d'altitude. Un passage en siphon sous la Seine entraînant une trop forte pression, il fut choisi de relever l'eau et de la faire passer sur le pont-aqueduc de Colombes.
Le premier bâtiment est fait d'une grande halle où sont installées les pompes et d'une petite halle connexe qui rassemble les chaudières à charbon produisant la vapeur qui entraîne quatre groupes de pompes à vapeur.

## Historique

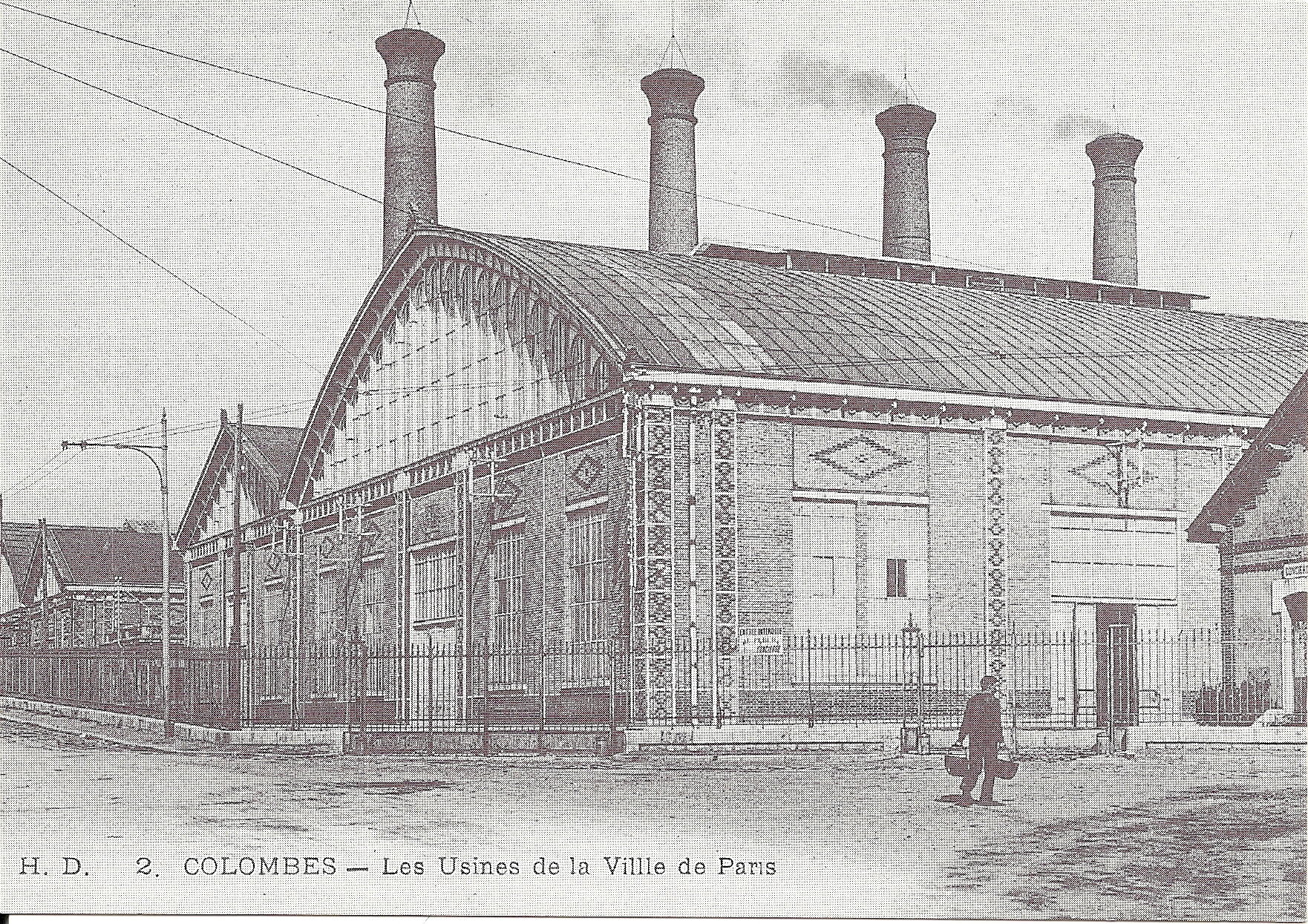
Usine B élévatrice des eaux de Colombes dans les années 1900.

Elle est inaugurée le 7 juillet 1895 par le préfet Eugène Poubelle.
Elle est agrandie en 1901 sous la direction de l'ingénieur André Loewy.